# Huta Zgoda
Huta Zgoda (od 1947 roku Zakłady Urządzeń Technicznych Zgoda) – nieistniejąca huta produkująca wyroby maszynowe i stalowe, która znajdowała się w Świętochłowicach-Zgodzie.

## Historia

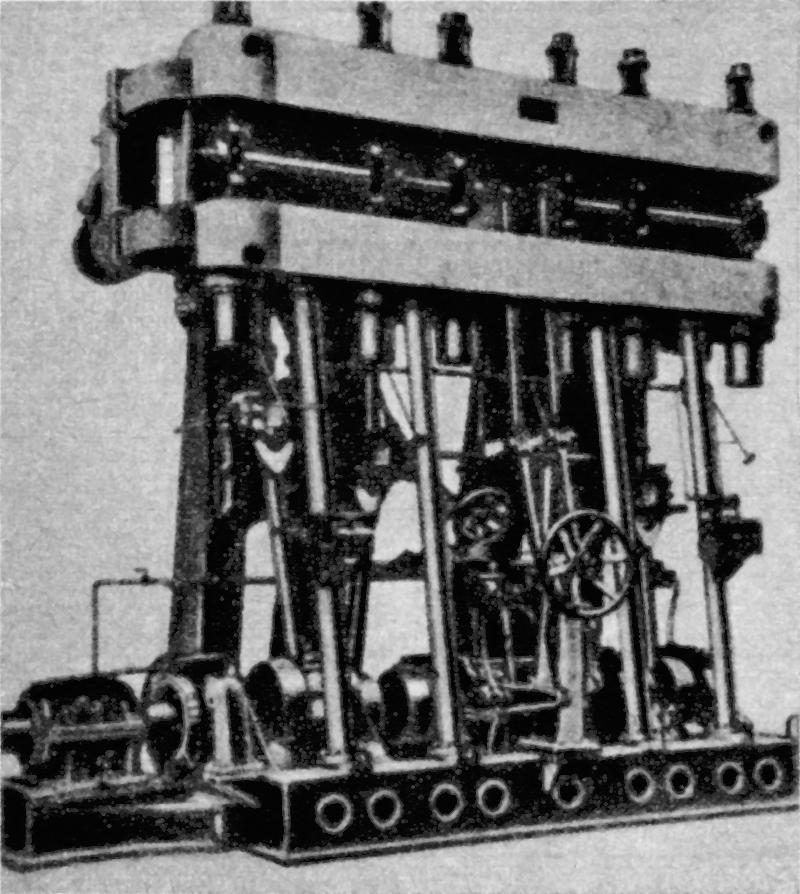
Maszyna parowa dla statku SS Olza z 1939 roku

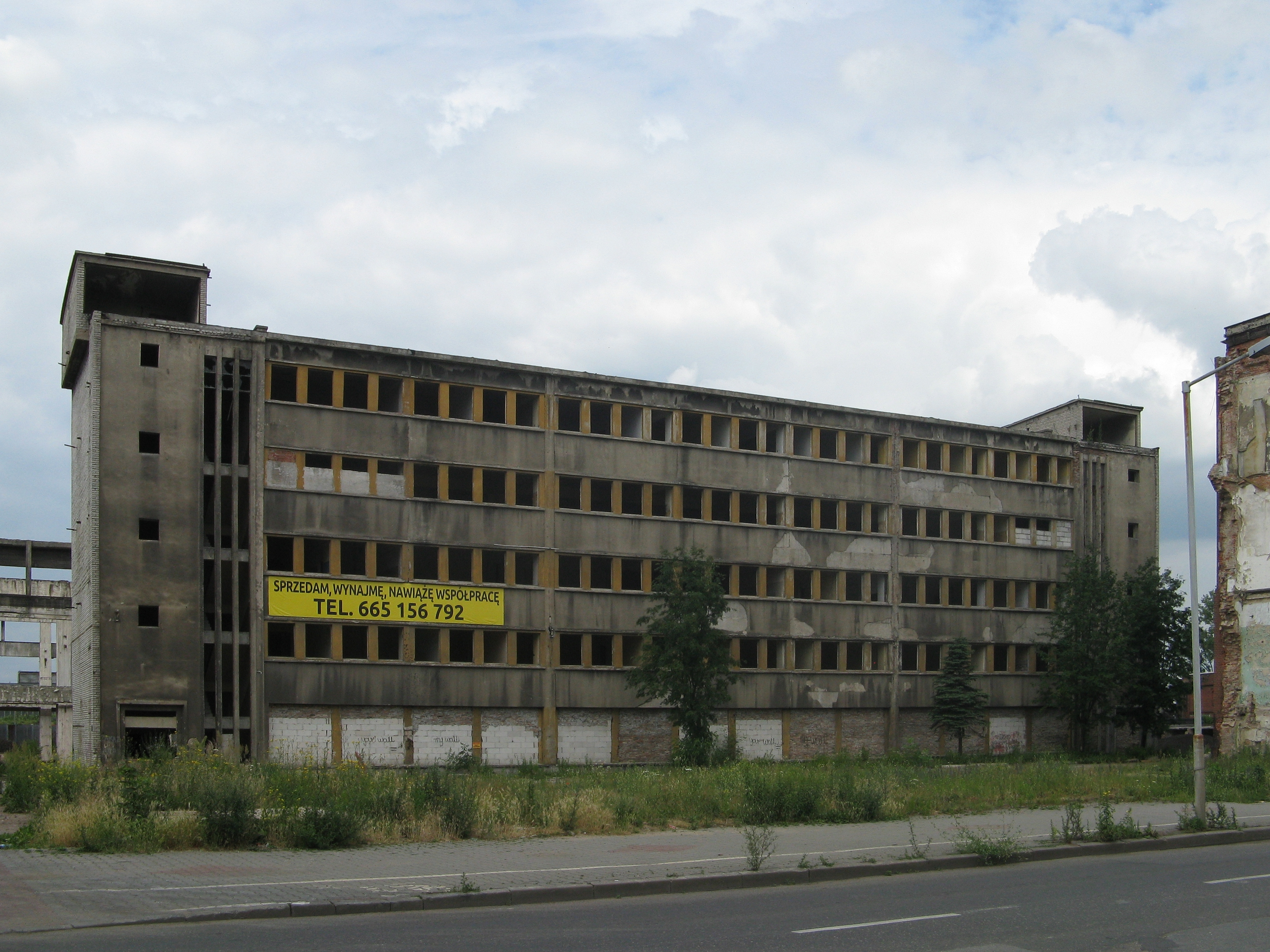
Budynek ZUT Zgoda przy ul. Wojska Polskiego w 2018 roku

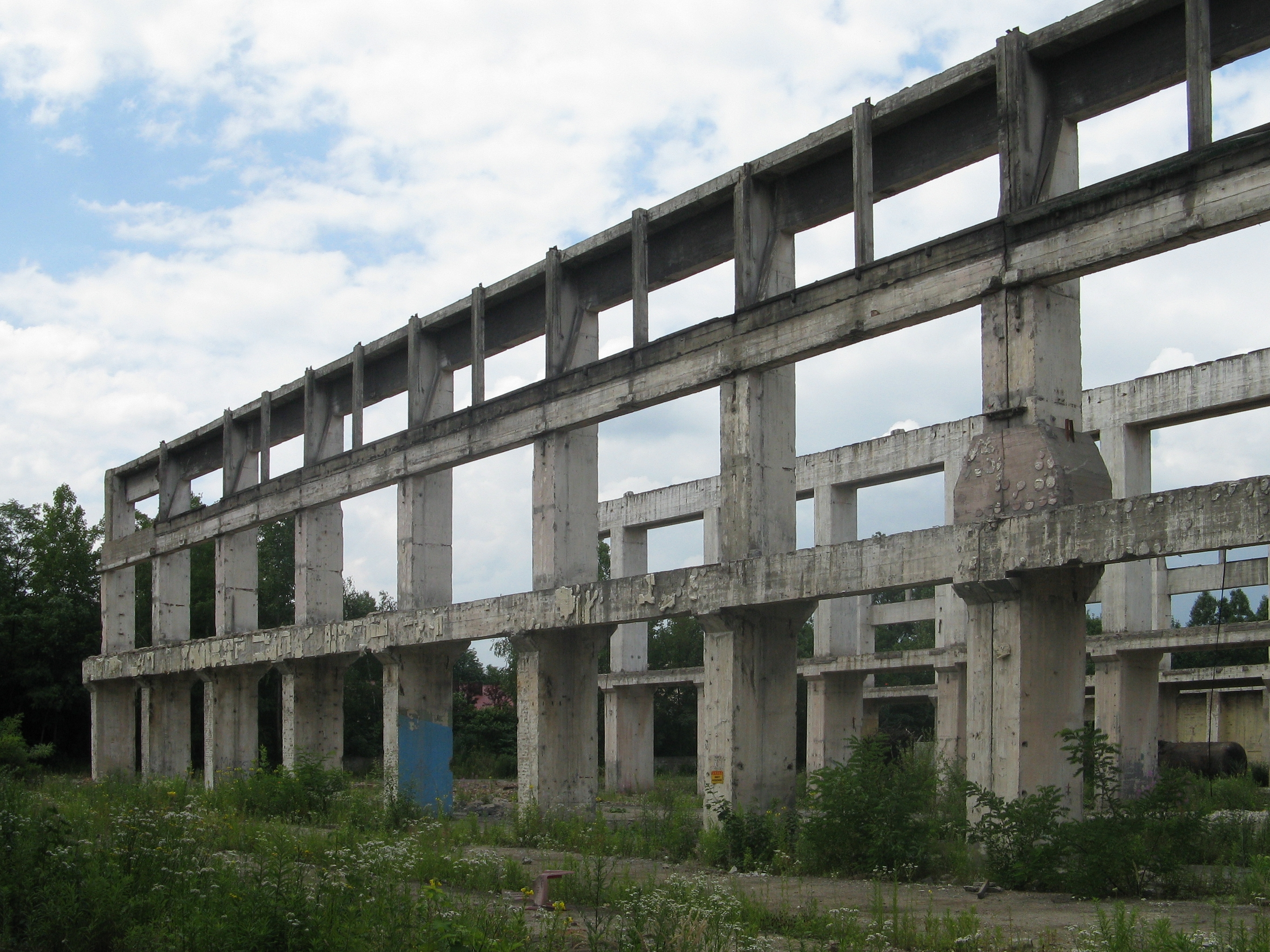
Szkielet hali ZUT Zgoda przy ul. Wojska Polskiego w 2018 roku

Po otwarciu Kanału Kłodnickiego w 1808 na tereny ówczesnej Zgody skierowali się: hrabia saski Detlev von Einsiedel z Mückenbergu oraz Franz Anton Egells. 14 marca 1838 kupili od Bytomia teren zalesiony. Na budowę przeznaczono 32 000 talarów, a ukończono ją bardzo szybko bo już w listopadzie tego samego roku. Oficjalnie huta została uruchomiona dopiero w lipcu 1839. 
Nazwa huty w ciągu roku zmieniała się często. Początkowo brzmiała ona Graflich von Einsiedel’sches Societäts Eisenwerk, później Eintracht-Hochofen-Etablissement i ostatecznie Eintrachthütte. W 1851 Egells wykupił udziały od Einsiedela i stał się właścicielem całego zakładu. W latach 1871–1874 roczny obrót huty wynosił 1 mln marek, a pracowało w niej ok. 700 pracowników. W 1871 Egells musiał odsprzedać swoje udziały spółce Märkisch-Schlesische Maschinen- und Hütten-AG (vorm. Egells). 
W 1921 zmieniono nazwę huty z Eintracht na Zgoda. W 1929 hutę przejął Friedrich Flick. W czasie II wojny światowej w hucie pracowali robotnicy przymusowi z obozu koncentracyjnego KL Eintrachthütte.
W 1947 huta Zgoda przyjęła nazwę Zakładów Urządzeń Technicznych i stała się jedną z ważniejszych hut państwa polskiego, produkując silniki okrętowe, maszyny wyciągowe, prasy hydrauliczne oraz urządzenia dźwigowe.
W pierwszej dekadzie XXI w. huta produkowała silniki spalinowe Diesla, górnicze maszyny wyciągowe, ciężkie prasy hydrauliczne, ciężkie konstrukcje stalowe oraz ciężkie odlewy z żeliwa szarego. W maju 2008 zakłady zostały postawione w stan likwidacji.